# Koula (Koulikoro)
Koula is een gemeente (commune) in de regio Koulikoro in Mali. De gemeente telt 23.400 inwoners (2009).